# ان‌جی‌سی ۴۸۷
ان‌جی‌سی ۴۸۷ (انگلیسی: NGC 487) یک کهکشان مارپیچی میله‌ای است که در فاصله ۲۵۰ میلیون سال نوری از زمین و در صورت فلکی نهنگ قرار دارد. کهکشان NGC 487 توسط ستاره شناس آمریکایی فرانسیس لیونورث در ۲۸ نوامبر ۱۸۸۵ کشف شد.